# Fojian Huiqin
Fojian Huiqin (chiń. 佛鑑慧懃, pinyin Fójiàn Huìqín; kor. 불감혜근 Pulgam Hyegŭn; jap. Butsukan Egon; wiet. Phật Giám Huệ Cần; ur. 1059, zm. 8 października 1117) – chiński mistrz chan z frakcji yangqi szkoły linji. Znany także jako Taiping Huiqin (太平慧懃; kor. 태평 T’aep’yǒng Hyegŭn; jap. Taihei Egon; wiet. Thái Bình Huệ Cần).

## Życiorys
Pochodził z Shuzhou (współczesne miasto Qianshan w prowincji Anhui).
Jako młody człowiek był już uznanym uczonym i znawcą buddyjskich tekstów. Według tekstu Wudeng huiyuan osiągnął przedsmak głębokiego wglądu podczas czytania Sutry Lotosu przy zdaniu Jest tylko to urzeczywistnienie. Każde inne nie jest prawdziwe. Po pewnym okresie studiów doktrynalnych Huiqin wędrował po klasztorach studiując chan u wielu wybitnych mistrzów tego okresu.
Ostatecznie został uczniem mistrza chan Wuzu Fayana (1024–1104) z frakcji yangqi szkoły linji. Jego bratem w Dharmie był Yuanwu Keqin (1063–1135) i to właśnie podczas rozmowy z nim Huiqin został ostatecznie oświecony. W jakiś czas potem otrzymał od mistrza Wuzu przekaz Dharmy.
Po jakimś czasie został wyznaczony opatem klasztoru Taiping Xingguo na górze Zhong w pobliżu Nankinu.
W 1111 r. został opatem klasztoru Zhihai w Bianjing.
W 5 lat później powrócił na górę Zhong i został opatem klasztoru Jiankang.
Miał wielu patronów wśród wysoko postawionych urzędników cesarskiego dworu. Wśród nich był Deng Zi; dzięki jego staraniom mistrz otrzymał „purpurową szatę” i imię Fojian (Lustro Buddy).
W swoim mieszkaniu opata mistrz umieścił sześć drewnianych kostek. Na każdej ze stron znajdowała się jedna kropka. Gdy tylko jakiś mnich wchodził na osobistą rozmowę, mistrz wskazywał na kostki i pytał Czy rozumiesz?. Gdy tylko uczeń zawahał się, był wyrzucany z pomieszczenia uderzeniami kija.
W sierpniu 1117 r. mistrz wszedł do sali mnichów i powiedział Pieczęć umysłu Wuzhu jest jak wielkie działanie żelaznego wołu. Ta pieczęć została położona i następnie zniszczona. Może być powiedziane, że ona ani nie zniknęła, ani nie pozostała, ani nie jest w miejscu, do którego mogą pielgrzymować mnisi. Ale ostatecznie, czym jest miejsce, do którego mogą pielgrzymować mnisi? Poczekajcie do października, wtedy wam pokażę.
8 dnia października Fojian wykąpał się, włożył szatę i usiadł wyprostowany w pozycji medytacyjnej. Pędzelkiem napisał na papierze kilka słów pożegnania. Następnie odłożył pędzelek i zmarł.
Relikwie pozostałe po kremacji zostały umieszczone w stupie przy klasztorze.

## Linia przekazu Dharmy zen
Pierwsza liczba oznacza liczbę pokoleń od Pierwszego Patriarchy chan w Indiach Mahakaśjapy.
Druga liczba oznacza liczbę pokoleń od Pierwszego Patriarchy chan w Chinach Bodhidharmy.
- 38/11. Linji Yixuan (zm. 867) szkoła linji
- 39/12. Xinghua Cunjiang (830–888/925) *także Weifu
- 40/13. Nanyuan Huiyong (860–930) *także Baoying
- 41/14. Fengxue Yanzhao (896–973)
- 42/15. Shoushan Xingnian (926–993) *także Shengnian
- 43/16. Fenyang Shanzhao (947–1024) *także Fenzhou lub Fenxue
- 44/17. Ciming Chuyuan (987–1040) *także Shishuang i Nanyuan
  - 45/18. Huanglong Huinan (1002–1069) frakcja huanglong
  - 45/18. Yangqi Fanghui (992–1049) frakcja yangqi
    - 46/19. Baiyun Shouduan (1025–1079)
      - 47/20. Wuzu Fayan (1024–1104)
        - 48/21. Yuanwu Keqin (1063–1135)
        - 48/21. Foyan Qingyuan (1068–1120)
          - 49/22. Zhu’an Shigui (1083–1146)
          - 49/22. Gao’an Shanwu (1074–1132)

        - 48/21. Fojian Huiqin (1059–1117)
          - 49/22. Fodeng Shoujun (1079–1134) (także jako Heshan Shouxun)